# Fabrizio Donato
Fabrizio Donato, född 14 augusti 1976 i Latina, är en italiensk friidrottare som tävlar i tresteg.